# Ranulf de Gernon
Ranulf II (también conocido como Ranulf de Gernon ), IV conde de Chester (1099-1153), fue un barón anglo-normando, conde de Chester a la muerte de su padre Ranulf le Meschin, tercer conde de Chester. Era descendiente de los condes de Bessin en Normandía.
En 1136, David I de Escocia invadió Inglaterra hasta Durham, lo que obligó a Esteban de Inglaterra a ceder parte de las tierras que poseía Ranulf en el norte de Inglaterra a Escocia. A partir de entonces, Ranulf se unió a la Emperatriz Matilda. Tomó el Castillo de Lincoln en 1141, que Esteban recuperó en un asedio del que Ranulf se vio obligado a huir para salvar su vida. Ranulf solicitó entonces la ayuda de Roberto de Gloucester para recuperar el castillo lo que logró después de que Esteban fuera derrotado en Lincoln. Mientras Matilda gobernaba Inglaterra, la esposa de Esteban, Matilda de Boulogne, logró derrotar a Ranulf y sus aliados en Winchester, lo que finalmente permitió a Esteban recuperar el trono.

## Biografía

### Primeros años
Ranulf nació en Normandía en el Château Guernon, alrededor de 1100. Era hijo de Ranulfo le Meschin, tercer conde de Chester y Lucy de Bolingbroke, ambos grandes propietarios con considerable autonomía en el condado palatino de Chester. Su padre había inaugurado un nuevo linaje del condado de Chester. Ranulf se casó con Maud, hija de Robert de Gloucester y heredó el condado de Chester en 1128. Tres años más tarde fundó una abadía en el norte de Gales, colonizada por monjes de la Congregación normanda de Savigny . 

### Pérdida de tierras del norte frente a Escocia
A fines de enero de 1136, durante los primeros meses del reinado de Esteban de Inglaterra, su vecino del norte, David I de Escocia, cruzó la frontera hacia Inglaterra. Tomó Carlisle, Wark, Alnwick, Norham y Newcastle upon Tyne y avanzó hacia Durham. El 5 de febrero de 1136, Esteban llegó a Durham con un gran ejército de mercenarios flamencos y obligó a David a negociar un tratado por el que los escoceses recibieron las ciudades de Carlisle y Doncaster, a cambio de la devolución de Wark, Alnwick, Norham y Newcastle. 
Junto con Carlisle, Escocia recuperó gran parte de Cumberland y el honor de Lancaster, tierras que pertenecían al padre de Ranulfo y que habían sido entregadas a Enrique I de Inglaterra a cambio del condado de Chester. Ranulfo afirmó que su padre había sido desheredado en ese momento. Cuando se enteró de las concesiones hechas al rey escocés, Ranulfo abandonó furioso la corte de Esteban. 
En el segundo Tratado de Durham (1139), Esteban fue aún más generoso con David, concediendo el condado de Northumbria (Carlisle, Cumberland, Westmorland y Lancashire al norte del Ribble) a su hijo, el Príncipe Enrique. Ranulfo comenzó a preparar una revuelta para recuperar su señorío del norte.

### Captura de Lincoln
Para entonces, Matilda, designada como futura Reina por su padre Enrique I, había reunido fuerzas suficientes para responder a la usurpación de Esteban, apoyada por su esposo Geoffrey de Anjou y su medio hermano Robert de Gloucester. El príncipe Enrique debía asistir a la corte inglesa de Michaelmas y Ranulfo planeó secuestrarlo durante su viaje de regreso a Escocia. La esposa de Esteban, Matilda de Boulogne, se enteró del complot y convenció a Esteban de que escoltara al príncipe de regreso a Escocia. Pero entonces, Ranulfo consiguió, mediante engaño, apoderarse del castillo de Lincoln. Él y su medio hermano William de Roumare enviaron a sus esposas a visitar a la esposa del condestable del castillo y luego, disfrazados como gente común y escoltados por tres caballeros, se presentaron allí aparentemente para recoger a las damas, tras lo que cogieron las armas del castillo, dejaron entrar a sus propios hombres y expulsaron a la guarnición real.
Finalmente, Esteban pactó con Ranulfo y su medio hermano y abandonó Lincolnshire, regresando a Londres antes de la Navidad de 1140, después de hacer a William de Roumare Conde de Lincoln y otorgar a Ranulfo poderes administrativos y militares sobre Lincolnshire y la ciudad y el castillo de Derby . Los ciudadanos de Lincoln enviaron a Esteban un mensaje quejándose del trato que estaban recibiendo de Ranulfo y pidiéndole al Rey que capturara a los hermanos. El rey marchó de inmediato sobre Lincoln. Una de las principales razones aducidas era que, según el acuerdo, el castillo de Lincoln debía volver a propiedad real y que los hermanos habían incumplido. Llegó el 6 de enero de 1141 y encontró el lugar escasamente guarnecido: los ciudadanos de Lincoln lo admitieron en la ciudad e inmediatamente asedió el castillo, capturó a diecisiete caballeros y comenzó a atacar la guarnición con sus máquinas de asedio. 
Ranulfo consiguió llegar a su territorio, reunir a sus vasallos de Cheshire y Gales y apeló a su suegro Robert de Gloucester, cuya hija Maud todavía estaba sitiada en Lincoln, posiblemente de manera deliberada para conseguir el apoyo de Robert. A cambio de la ayuda de Gloucester, Ranulf acordó jurar fidelidad a la emperatriz Matilda. 

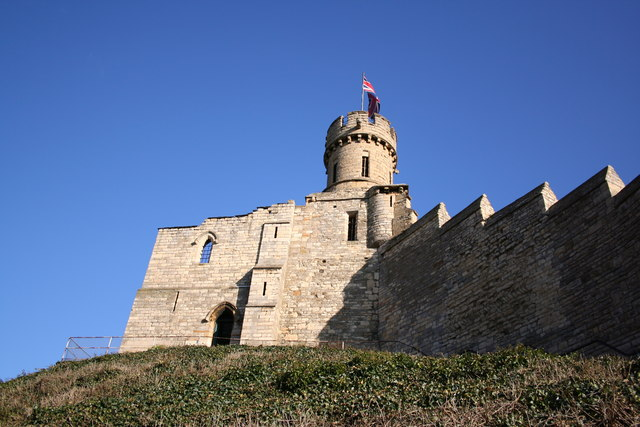
Castillo de lincoln

Para Robert y los otros seguidores de la Emperatriz, estas eran buenas noticias, ya que Ranulf era un magnate importante. Robert reclutó rápidamente un ejército y se dirigió a Lincoln, añadiendo las fuerzas de Ranulf en el viaje. Esteban celebró un consejo de guerra en el que sus asesores aconsejaron que dejara una fuerza y se retirara a un lugar seguro, pero Esteban desoyó las advertencias y decidió luchar, pero tuvo que rendirse ante Robert. Ranulfo aprovechó el desorden entre los seguidores del rey y, en las semanas posteriores a la batalla, logró tomar los castillos del norte del conde de Richmond y capturarlo cuando intentó emboscar a Ranulfo. Richmond fue encadenado y torturado hasta que se sometió a Ranulfo y le juró un homenaje. 
Esteban había sido efectivamente depuesto y Matilda se hizo con el poder. En septiembre de 1141, Robert de Gloucester y Matilda sitiaron Winchester. La reina respondió rápidamente y acudió a Winchester con su propio ejército, comandado por Guillermo de Ypres. Las fuerzas de la reina rodearon al ejército de la emperatriz, comandado por Robert, que fue capturado tras decidir presentar batalla. Los magnates que seguían a la emperatriz se vieron obligados a huir o ser capturados. Ranulfo logró escapar y huyó de nuevo a Chester. Ese mismo año, Robert fue intercambiado por Esteban, que recuperó el trono. 

### Deserción
En 1144, Esteban atacó nuevamente el Castillo de Lincoln, en poder de Ranulfo. Esteban comenzó a preparar un largo asedio, pero decidió desistir cuando ochenta de sus hombres murieron al caer sobre ellos una de las torres de asedio. 
En 1145 (o principios de 1146) Ranulf se unió de nuevo al bando de Esteban. Desde 1141 el rey David se había aliado con Matilda, por lo que Ranulf podía reanudar su lucha con David de Escocia por sus tierras del norte. Es probable que el cuñado de Ranulf, Phillip, (el hijo de Robert de Gloucester), actuara como intermediario ya que Phillip se había pasado al bando de Esteban. Ranulfo se acercó a Esteban en Stamford, se arrepintió de sus crímenes anteriores y recuperó el favor real. Se le permitió conservar el Castillo de Lincoln hasta que pudiera recuperar sus tierras. Ranulfo demostró su buena voluntad ayudando a Esteban a capturar a Bedford a Miles de Beauchamp y aportando a 300 caballeros al asedio de Wallingford . 
Esteban agradeció el apoyo de Ranulfo, pero algunos de los partidarios del rey no se mostraron contentos (especialmente William de Clerfeith, Gilbert de Gant, Alan, primer conde de Richmond, William Peverel el Joven, William d'Aubigny, primer conde de Arundel y John, conde de Eu ). Muchos de los magnates se alarmaron cuando se enteraron de que Ranulf quería que el rey participara en una campaña contra los galeses. Los adversarios de Ranulfo aconsejaron al rey que el conde podría estar planeando una traición, ya que no había ofrecido rehenes ni garantías y Gales era un terreno propicio para emboscadas. Stephen provocó un enfrentamiento con Ranulfo en Northampton, ya que un consejero le dijo al conde que el rey no lo ayudaría a menos que restituyera todas las propiedades que había tomado y que entregara rehenes. El conde rechazó estos términos, tras lo que fue acusado de traición y fue arrestado y encarcelado hasta que sus amigos lograron llegar a un acuerdo con el Rey el 28 de agosto de 1146. Se acordó que el conde debería ser liberado, siempre que restituyera todas las tierras reales y los castillos que había incautado (incluido Lincoln), entregara rehenes y jurara solemnemente no resistir al rey en el futuro. 
Ranulfo, arrestado en violación del juramento que el rey le había hecho en Stamford, se rebeló tan pronto como recuperó su libertad y "estalló en una furia ciega de rebelión, sin diferenciar apenas entre amigos o enemigos". Llegó con su ejército a Lincoln para recuperar la ciudad, pero no logró entrar por la puerta norte y su lugarteniente principal murió en la batalla. Ranulfo intentó después recuperar el castillo de Coventry, mediante la construcción de un contra-castillo. El Rey llegó con una refuerzos a Coventry y, aunque resultó herido en la lucha, expulsó a Ranulf y tomó rehenes, incluido su sobrino Gilbert fitz Richard de Clare, conde de Hertford, a quien Esteban se negó a liberar a menos que Gilbert entregara sus castillos. Gilbert, aunque accedió a hacerlo, se rebeló tan pronto como estuvo en libertad. Esta acción llevó a los Clare a entrar en un conflicto que les había sido ajeno hasta ese momento.

### Acuerdo con el rey David
En mayo de 1149, Henry FitzEmpress se reunió con el rey de Escocia y Ranulf en Carlisle, donde Ranulf resolvió sus disputas territoriales con Escocia y se llegó a un acuerdo para atacar York. Esteban se dirigió al norte con una gran fuerza y sus oponentes se dispersaron antes de que pudieran llegar a la ciudad. La parte sur del honor de Lancaster (la tierra entre Ribble y Mersey) fue concedida a Ranulf, que a cambio renunció a sus pretensiones sobre Carlisle. De esa forma, los angevinos se aseguraron la lealtad de Ranulfo. 
Durante su huida hacia el sur después del fracasado ataque a York, Enrique II se vio obligado a evitar el acoso de Eustaquio, hijo del rey Esteban. Ranulfo ayudó a Enrique, atacando Lincoln y obligando a Esteban a desviarse, permitiendo que Enrique escapara. 

### Tratado con Robert, conde de Leicester
El territorio del conde en Leicestershire y Warwickshire lo enfrentó con Robert de Beaumont, conde de Leicester, cuya familia (incluido su primo Roger de Beaumont, conde de Warwick y su hermano Waleran de Beaumont, conde de Worcester ) controlaban gran parte del sur de las Midlands. Los dos condes concluyeron un tratado elaborado entre 1149 y 1153. A los obispos de Chester y Leicester se les confiaron prendas que debían entregarse si alguna de las partes infringía el acuerdo. 

### Muerte
En 1153, Enrique -confirmado como heredero de Esteban-otorgó Staffordshire a Ranulf. Ese año, mientras Ranulf asistía como invitado en casa de William Peverell el Joven, su anfitrión intentó matarlo con vino envenenado. Tres de sus hombres que habían bebido el vino murieron, mientras que Ranulf sufrió terribles dolores. Unos meses después, Enrique ascendió al trono y exilió a Peverel de Inglaterra como castigo. Ranulf falleció por el veneno el 16 de diciembre de 1153: su hijo Hugh heredó sus tierras en el estado de 1135 (cuando Esteban tomó el trono), mientras que otros honores otorgados a Ranulf fueron revocados. [cita requerida]